# 고기 완자
고기 완자 또는 미트볼(영어: meatball)은 돼지고기, 쇠고기, 닭고기 등을 다진 뒤 작은 경단 모양으로 만든 음식이다. 고기 완자에는 빵가루, 다진 양파, 달걀, 버터 등의 조미료가 추가되기도 한다. 조리 방법은 굽거나, 튀기거나, 찌거나, 삶는 등 다양하며, 충분히 익힌 이후에는 소스를 끼얹어 마무리를 낸다.
지역에 따라 다양한 고기를 바탕으로 한 수많은 조리법들이 개발되었으며, 문화권에 따라서는 고기 대신 채소나 두부, 물고기 등을 사용해 미트볼을 만드는 경우도 있다.

## 지역별 고기 완자

### 동아시아·동남아시아
한국에서는 잘게 이긴 쇠고기나 돼지고기에 두부와 다진 파 등을 섞어 동글납작하게 빚은 다음 달걀물을 씌워 기름에 지져 만든 동그랑땡을 먹는다. 한국식 중국 요리인 난자완스도 고기 완자의 일종이다.
중국과 타이완에서는 고기 완자를 러우완(肉丸)이라 부르며, 이는 완쯔의 일종으로 여겨진다. 홍콩에서는 딤섬의 일종인 산죽응아우육을 즐겨 먹는다. 일본에서는 쓰쿠네라는 고기 완자를 꼬치구이로 먹는다.
인도네시아에서는 고기풀로 만든 박소를 먹는다.

### 유럽·아메리카
덴마크에서는 미트볼을 프리카델레(frikadelle, 복수: frikadelle 프리카델레르[*])라 부른다.
스웨덴에서는 미트볼을 셰트불레(köttbulle, 복수: köttbullar 셰트불라르[*])라 부른다.
이탈리아에서는 미트볼을 폴페타 디 카르네(polpetta di carne, 복수: polpette di carne 폴페테 디 카르네[*])라 부른다.

## 사진 갤러리

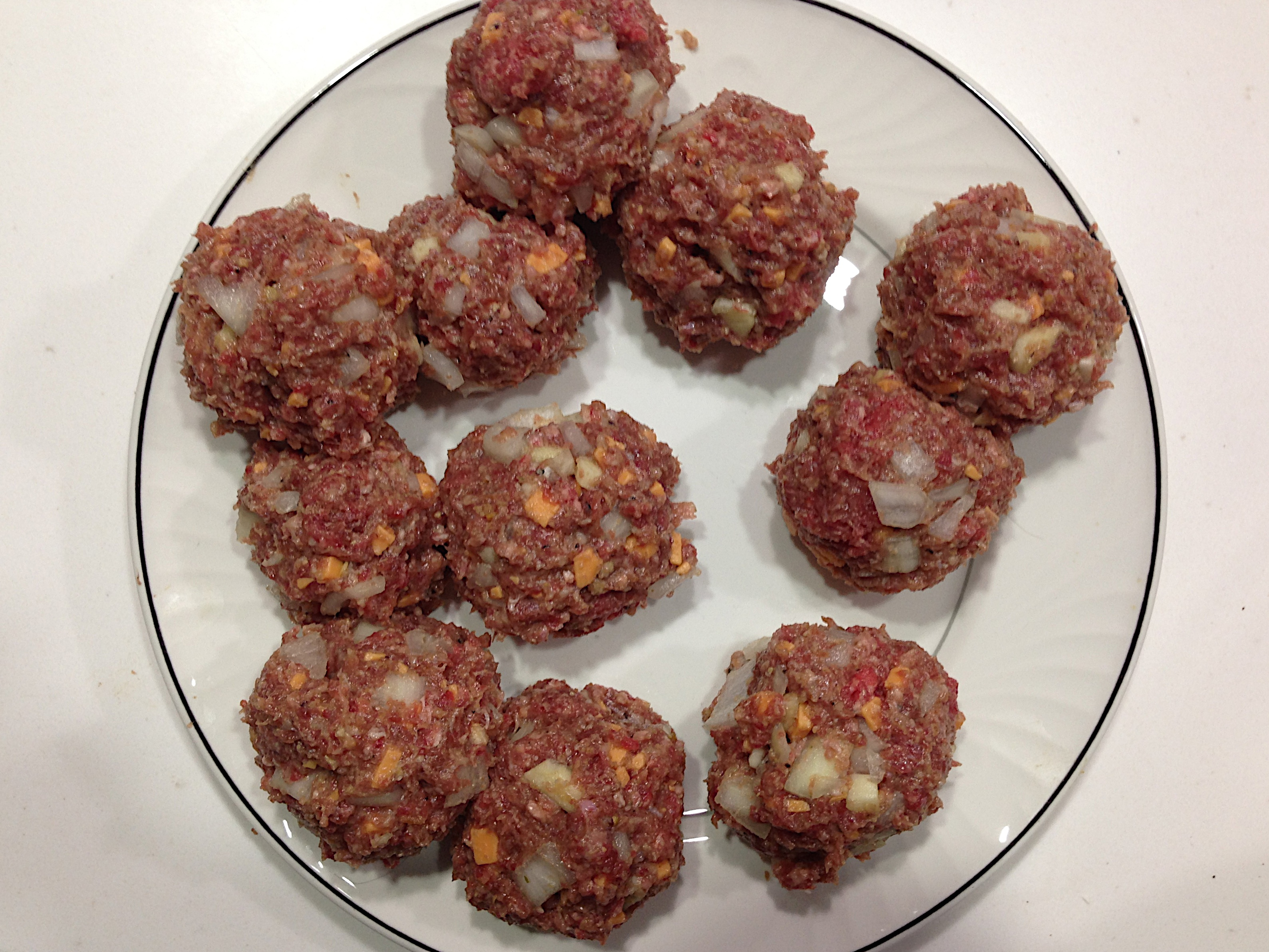
익히지 않은 미트볼
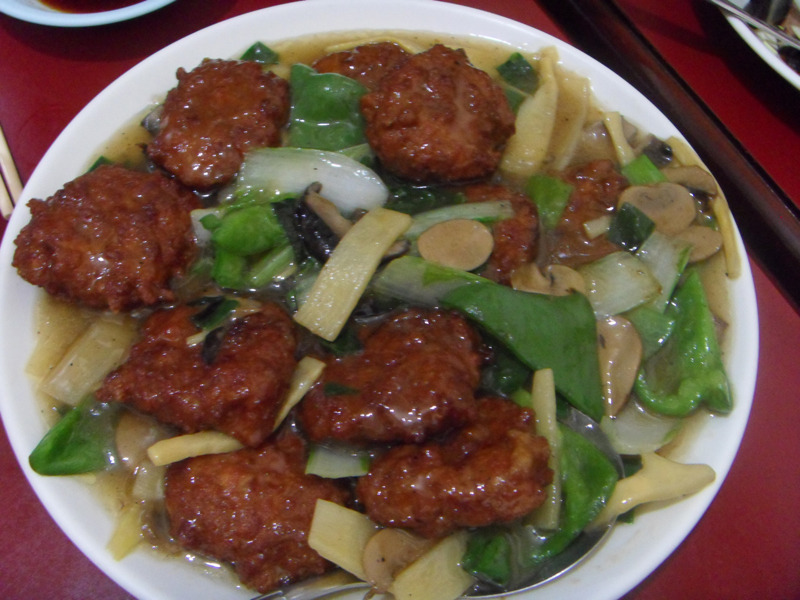
난자완스
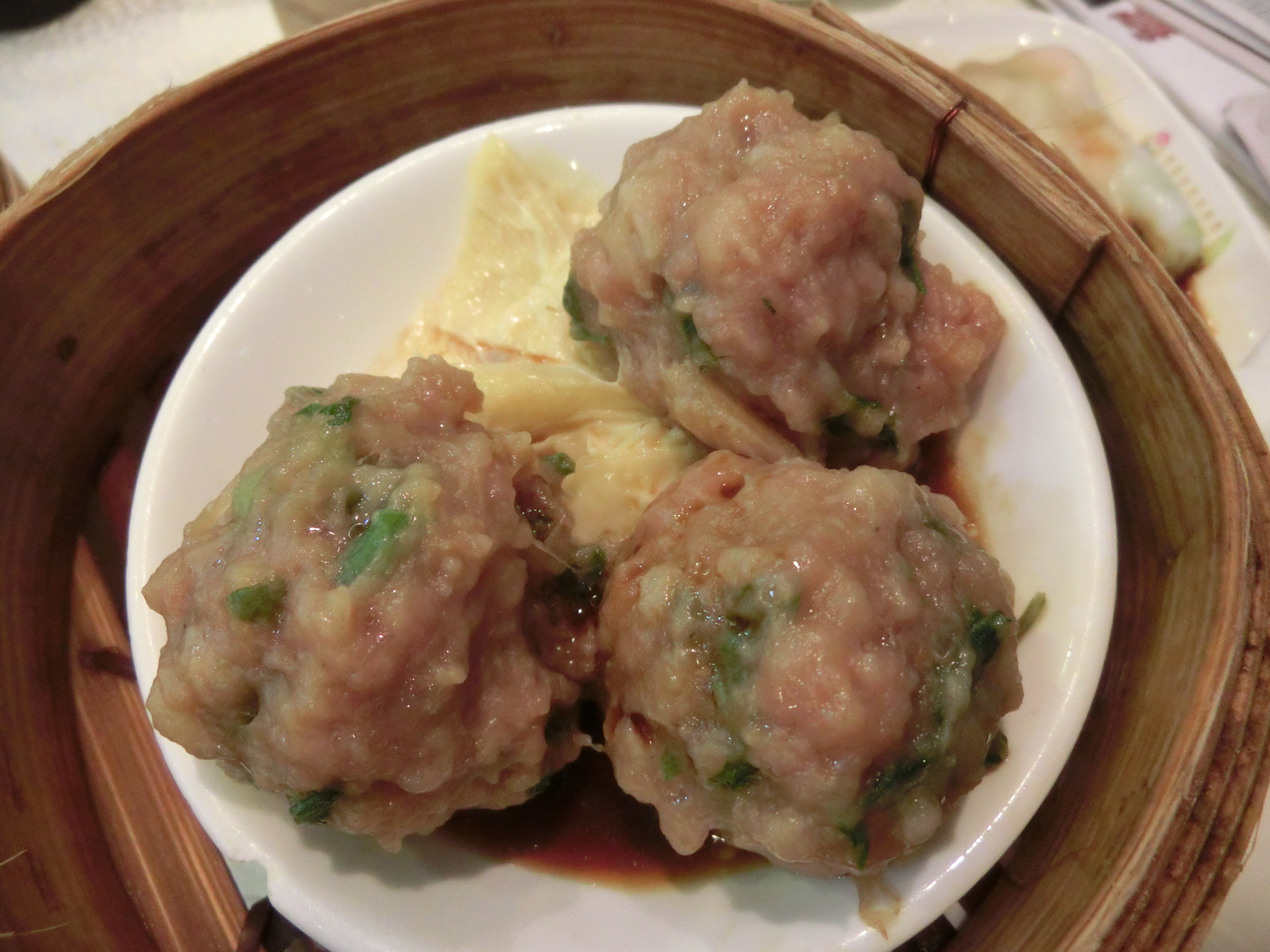
산죽응아우육
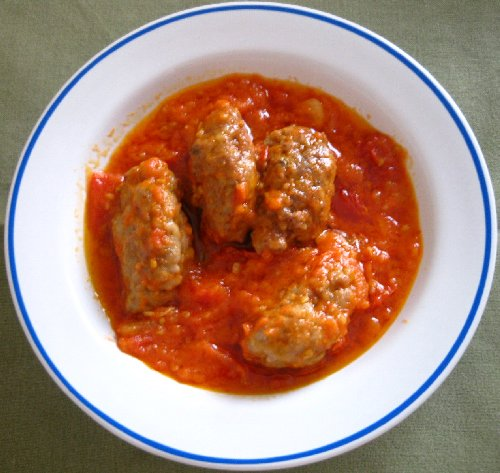
수주카키아
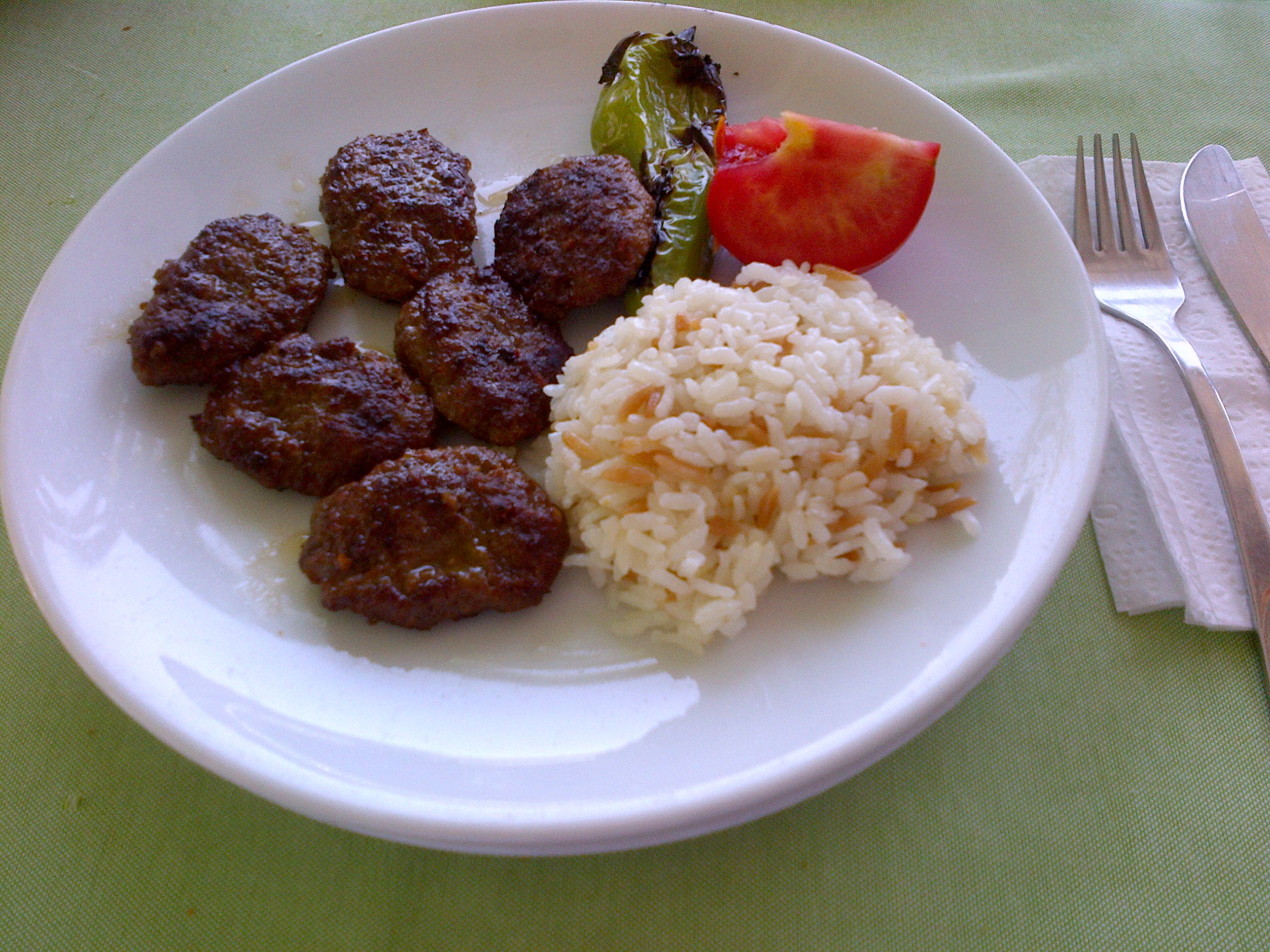
쾨프테와 필라브
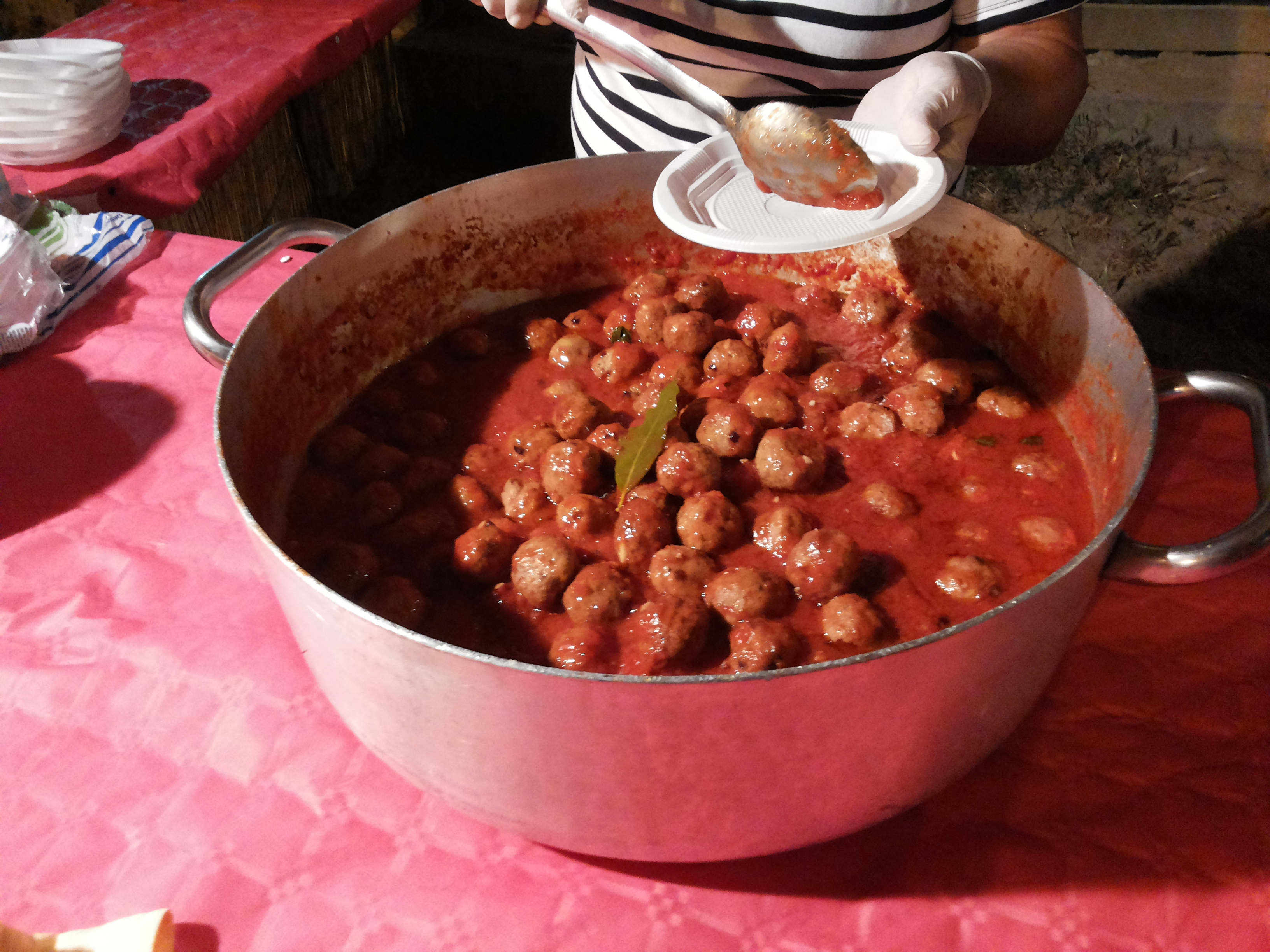
토마토 소스에 끓인 폴페테
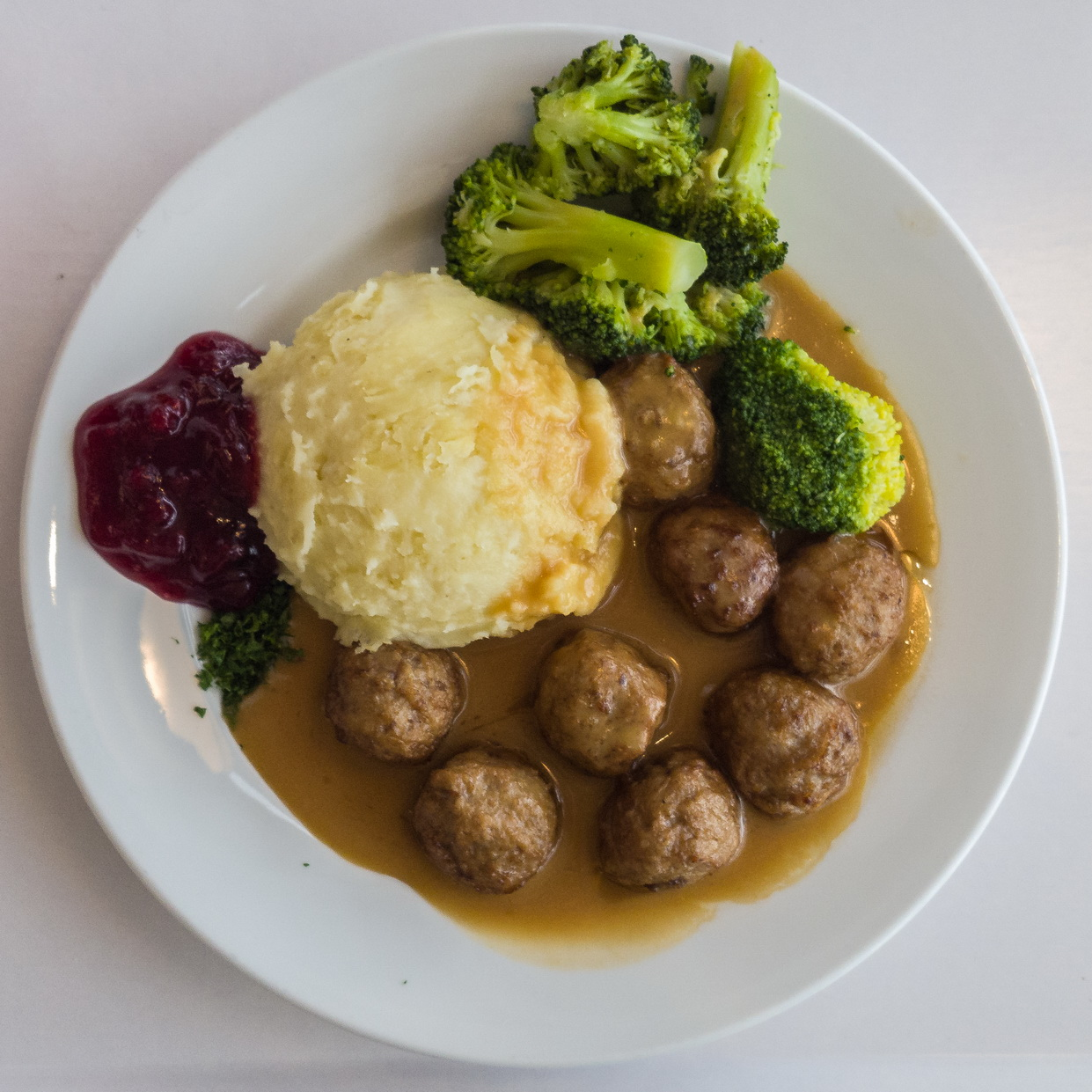
셰트불라르와 매시트 포테이토
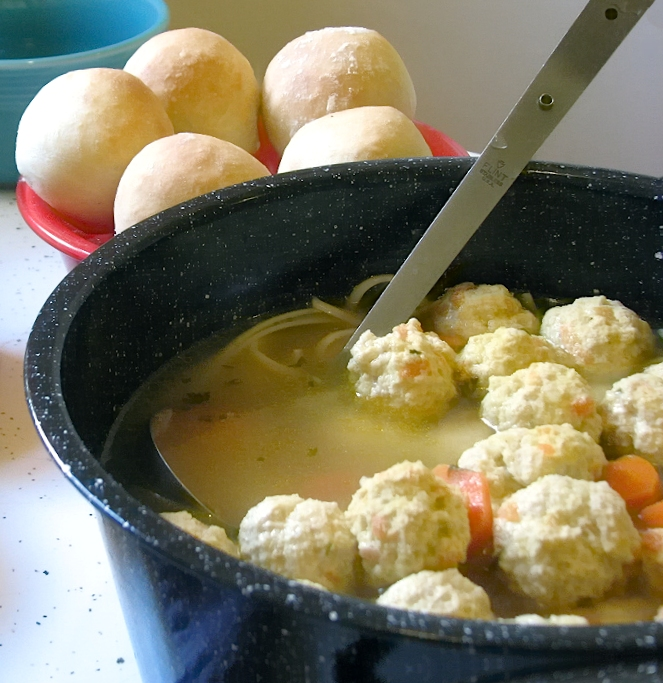
플라이슈클뢰스헨을 넣은 호흐차이츠주페

## 같이 보기
- 돈저냐
- 생선 완자